# Nguyễn Phúc Miên Cung
Nguyễn Phúc Miên Cung (chữ Hán: 阮福綿宮; 17 tháng 1 năm 1824 – 2 tháng 10 năm 1849), tước phong Sơn Định Quận công (山定郡公), là một hoàng tử con vua Minh Mạng nhà Nguyễn trong lịch sử Việt Nam.

## Tiểu sử
Hoàng tử Miên Cung sinh ngày 17 tháng 12 (âm lịch) năm Quý Mùi (năm dương lịch là 1824), là con trai thứ 26 của vua Minh Mạng, mẹ là Thất giai Quý nhân Nguyễn Thị Trường. Ông là người con thứ ba của bà Quý nhân. Khi còn là hoàng tử, ông là người thông tuệ siêng học.
Năm Minh Mạng thứ 21 (1840), vua cho đúc các con thú bằng vàng để ban thưởng cho các hoàng thân anh em, các hoàng tử công và hoàng tử chưa được phong tước. Hoàng tử Miên Cung được ban cho một con bạch trạch bằng vàng nặng 6 lạng 9 đồng cân.
Năm Thiệu Trị thứ 3 (1843), tháng giêng, vua phong cho ông làm Sơn Định Quận công (山定郡公).
Tháng 4 (âm lịch) năm đó, đám thuộc hạ của quận công Miên Cung cùng với bọn chủ sự Hoàng Công Tùng tranh nhau con dê chạy rông ngoài đường. Miên Cung tin bọn thuộc lại, vu cho Tùng cướp dê, cho đánh Tùng vài mươi roi. Việc đến tai vua Thiệu Trị, vua cho rằng Miên Cung cậy uy thế, bắt nạt người, bèn phạt một năm lương. Bọn quản gia, suất đội của quận công đều bị cách chức, còn các sư bảo, giáo đạo, tán thiện, giảng tập trong phủ của quận công đều phải giáng phạt. Vua dụ cho Miên Cung phải nên hối lỗi ăn năn, đừng tin nghe một chiều từ những bọn tiểu nhân.
Năm Thiệu Trị thứ 4 (1844), đám thuộc hạ của quận công Miên Cung cùng với thuộc hạ của quốc công Miên Quân đánh nhau. Chuyện này đến tai vua, vua giao cho Tôn nhân phủ hội đồng với bộ Lễ xét hỏi. Miên Cung lại bị phạt bổng thêm 1 năm, còn Miên Quần bị phạt bổng 3 tháng. Kiêm nhiếp Tôn nhân phủ Thọ Xuân công Miên Định, Ninh Thuận công Miên Nghi, Phú Bình công Miên Áo, Tả hữu tôn khanh Tôn Thất Nghị, Tôn Thất Bạch đều truyền chỉ ban quở.
Năm Tự Đức thứ 2 (1849), Kỷ Dậu, ngày 16 tháng 8 (âm lịch), quận công Miên Cung qua đời khi mới 27 tuổi (tính theo tuổi mụ), thụy là Đôn Thuận (敦順). Tẩm mộ của ông được táng tại Dương Hòa (nay là một phần của phường Thủy Xuân, Huế). Táng cạnh quận công Miên Cung là tẩm của Tân An Quận công Miên Bảo, em khác mẹ với ông. Phủ thờ của Miên Cung được dựng ở ấp Trung Bộ (Hương Trà), sau dời về An Cựu Tây (thuộc Hương Thủy, Huế).
Quận công Miên Cung có bảy con trai và bốn con gái. Ông được ban cho bộ chữ Dậu (酉) để đặt tên cho các con cháu trong phòng. Con trai thứ hai của ông là công tử Hồng Uẩn, lúc đầu tập phong làm Kỳ ngoại hầu (畿外侯), sau ra làm quan, đến năm Đồng Khánh thứ nhất (1886) bổ hàm Hồng lô tự khanh coi việc ở bộ Hình, kiêm giữ chức Hữu tôn khanh ở Tôn nhân phủ. Năm thứ 3, Hồng Uẩn được thăng làm Quang lộc tự khanh, đổi làm Thủ hộ sứ rồi mất.